# Robert Greene (escritor inglês)
Robert Greene (Norwich, 11 de Julho de 1558 – 3 de setembro de 1592) era um dramaturgo, poeta, ensaísta e escritor em prosa inglês. Nasceu em Norwich, Inglaterra, e estudou na Universidade de Cambridge, diplomando-se em Arte, em 1580, e obtendo uma maestria até 1583.